# Вірменський державний економічний університет
Вірменський державний економічний інститут — вищий навчальний заклад в Єревані.
Вірменський державний економічний інститут був відкритий в 1975 році на основі кількох факультетів Єреванського державного університету. Усього ведеться навчання по 21 спеціальності, понад 5 000 студентів щорічно отримують тут освіту в галузі економіки, культури, науки. Страхова і митна справа, бухгалтерський облік, фінанси, товарознавство і багато інших затребуваних спеціальностей, на яких викладають відомі професори і доценти.
Має філію в Гюмрі. За 30 років свого існування інститут підготував більше 30 000 фахівців, які працюють у сфері господарства, науки, культури, вищої освіти республіки і в інших областях. 5 факультетів інституту мають 29 кафедр (18 спеціальних, 11 неспеціальних). Викладають 41 докторів наук, професорів, 130 кандидатів наук, доцентів, 40 асистентів, 32 старших викладача, 62 викладача і 84 фахівця працюють за сумісництвом.
Відповідно до проведеними в республіці економічними реформами уряду РВ та за сприяння Міністерства освіти і науки РВ в інституті почалося навчання за новими спеціальностями: менеджмент, державне і муніципальне управління, страхова справа, ринок цінних паперів, стандартизація і сертифікація, управління бізнесом, митна справа. У Гюмрі діє філія інституту за двома спеціальностями: бухгалтерський облік і аудит, фінанси і кредит.
Починаючи з 1994 року, інститут тісно співпрацює з торгово-промисловою палатою міста Ліон (Франція), з університетами «Париж-12» (Франція), Сарагоси (Іспанія), Флориди (США), Аоморі (Японія) і з Лондонським економічним коледжем. Великий сьогодні внесок вчених-викладачів інституту в діяльність з розвитку економічної науки.